# Kap Dumoutier
Kap Dumoutier (französisch Cap Dumoutier) ist ein Kap, das die Ostspitze von Tower Island im Palmer-Archipel nordwestlich der Antarktischen Halbinsel bildet. Sie liegt nördlich der Breste Cove und südlich der Harmanli Cove.
Der französische Polarforscher Jules Dumont d’Urville benannte das Kap im Zuge der Dritten Französischen Antarktisexpedition (1837–1840). Namensgeber ist Pierre Marie Alexandre Dumoutier (1797–1871), Chirurg bei dieser Forschungsreise.